# Alpine Shire
Alpine Shire är en kommun i Australien. Den ligger i delstaten Victoria, omkring 210 kilometer nordost om delstatshuvudstaden Melbourne. Antalet invånare var 12 337 vid folkräkningen 2016.
Följande samhällen finns i Alpine:
- Bright
- Mount Beauty
- Porepunkah